# 最高法院 (中華民国)

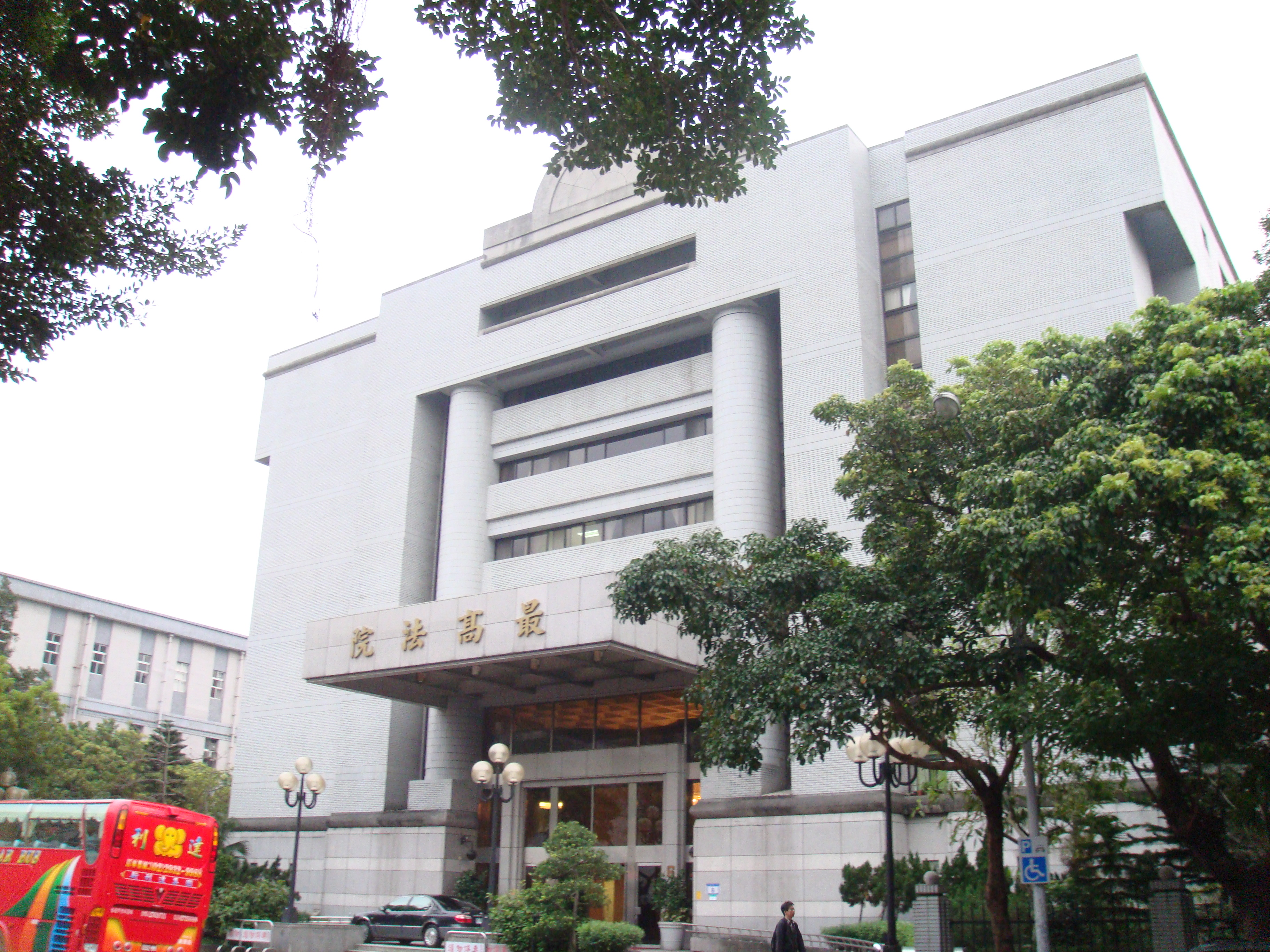
最高法院

最高法院（さいこうほういん）は、中華民国の司法府を統括する最上位の裁判所。最高法院組織法において存在が規定され、法院組織法に基づき構成される。住所は台北市中正区長沙街一段6号。

## 沿革
- 1906年（光緒32年）、清朝は『大理院審判編製法』を公布、翌年に大理院官制が正式に施行され、大理院が中国における最上位の裁判所と規定され、総検察庁があわせて設置され、最高法院の前身となった。
- 1927年（民国16年）、国民政府が首都を南京に定めた際、大理院を最高法院と改変し、翌年『国民政府最高法院組織法』を制定、最高法院を中国における最上位裁判所と定め、ここに最高法院が正式に成立した。
- 1949年（民国38年）3月、司法院の移転に伴い広州に移り、同年8月には更に台北重慶南路の司法大廈内に移転する。
- 1992年（民国81年）3月23日、現在地に移転。

## 構成と組織
最高法院は『法院組織法』第50条により総統により任命される特任官としての院長を中心に構成される。法廷構成は8の民事法廷及び12の刑事法廷により構成され、各法廷は庭長（裁判長）1名、法官（裁判官）4名による合議審判が実施される。

## 担当審理
最高法院は下記の審理を行う
- 民事訴訟の第3審
- 刑事訴訟の第3審
- 冤罪による国家賠償及び名誉の再審
- 弁護士懲戒の再審
- 判例の作成、変更、廃止

## 歴代院長

### 訓政時期
1. 徐元誥 : 1927年11月5日－1928年11月13日
2. 林翔 : 1928年11月13日－1932年11月5日
3. 居正 : 1932年11月5日－1935年7月22日
4. 焦易堂 : 1935年7月22日－1940年9月26日
5. 李茇 : 1941年1月30日－1945年2月3日
6. 夏勤 : 1945年2月3日－1948年7月13日

### 憲政時期
1. 謝瀛洲 : 1948年 － 1966年
2. 査良鑑 : 1966年 － 1968年
3. 陳樸生 : 1968年 － 1972年
4. 銭国成 : 1972年 － 1987年
5. 褚剣鴻 : 1987年 － 1993年
6. 王甲乙 : 1993年 － 1996年
7. 葛義才 : 1996年 － 1998年
8. 林明徳 : 1998年 － 2001年
9. 呉啓賓 : 2001年 － 2007年
10. 楊仁寿 : 2007年 － 2012年
11. 楊鼎章 : 2012年 － 2015年
12. 鄭玉山 : 2015年 － 2020年
13. 呉燦 : 2020年 －